# Draillant
Draillant é uma comuna francesa na região administrativa de Auvérnia-Ródano-Alpes, no departamento da Alta Saboia. Estende-se por uma área de 10.41 km². Em 2010 a comuna tinha 919 habitantes (densidade: 88,3 hab./km²).